# Gal*Gun
Gal*Gun (ぎゃる☆がん?, Gyaru Gan) è un videogioco sparatutto pubblicato nel 2011 da Alchemist per Xbox 360. Successivamente convertito per PlayStation 3, il gioco ha avuto due sequel: Gal*Gun: Double Peace e Gal*Gun 2. Del gioco è stata prodotta una versione per realtà virtuale distribuita su Steam come Gal*Gun VR.
In occasione del decimo anniversario della serie, una versione rimasterizzata del gioco intitolata Gal*Gun Returns è stata pubblicata ad inizio 2021 per Microsoft Windows e Nintendo Switch. Nonostante fosse prevista una versione per Xbox One, questa non venne mai commercializzata.